# Brachystelma ciliatum
Brachystelma ciliatum là một loài thực vật có hoa trong họ La bố ma. Loài này được Arekal & T.M.Ramakrishna mô tả khoa học đầu tiên năm 1981.